# Épisodes de Mental
Cet article présente les treize épisodes de la série télévisée américano-colombienne Mental.

## Distribution

### Acteurs principaux
- Chris Vance (VF : Patrick Mancini) : Dr Jack Gallagher
- Annabella Sciorra (VF : Frédérique Cantrel) : Nora Skoff
- Jacqueline McKenzie (VF : Dominique Westberg) : Veronica Hayden-Jones
- Marisa Ramirez (VF : Chantal Baroin) : Dr Chloé Artis
- Nicholas Gonzalez (VF : Olivier Cordina) : Dr Arturo Suarez
- Derek Webster (VF : Jean-Paul Pitolin) : Dr Carl Belle
- Edwin Hodge (VF : Jean-Jacques Nervest) : Malcolm Darius Washington

### Acteurs secondaires
- Warren Kole (VF : Yoann Sover) : Rylan Moore
- Lex Medlin (VF : Jean-Jacques Nervest) : Thom Hygard
- Jaime Ray Newman (VF : Anne Dolan) : Zan Avidan
- Amanda Douge (en) (VF : Catherine Lafond) : Rebecca « Becky » Gallagher, jumelle de Jack

### Invités
- Silas Weir Mitchell (VF : Constantin Pappas) : Vincent Martin
- Rob Boltin (VF : Laurent Mantel) : Denny Jones
- Holliston Coleman (VF : Adeline Chetail) : Leeza Wilson
- Billy Unger (VF : Bénédicte Rivière) : Conor Stephens
- Patrick Malone (VF : Fabien Gravillon) : Julio

## Diffusions
En Belgique, elle est diffusée depuis le 30 juin 2013 sur RTL-TVI.
Néanmoins, elle reste encore inédite dans les autres pays francophones.

## Liste des épisodes
1. Un artiste enfermé
2. Folie à deux
3. Le Livre des juges
4. Le Jeu intérieur
5. Un passé douloureux
6. Journées pluvieuses
7. Obsessionnellement votre
8. Reflet dans un miroir
9. Code
10. Terreur au chantier
11. La Guerre en tête
12. Un choix improbable
13. Le Loup-garou

### Épisode 1:Un artiste enfermé
- États-Unis : 26 mai 2009 sur FOX
- Belgique : 30 juin 2013 sur RTL-TVI[1]

- États-Unis : 5,8 millions de téléspectateurs[2] (première diffusion)

- Silas Weir Mitchell (Vincent Martin)
- Rob Boltin (Denny Hayden-Jones)
- Katherine Kamhi (Elodie Martin)
- Ted Rooney (en) (Grayson Emerson)
- Chad Todhunter (Leo Martin)
- Remy Thorne (Joshua)
- Bella Thorne (Emily)
- Sterling Jones (Soldier)
- Brandon Fokken (Street Cop #1)
- Andrew Thacher (Street Cop #2)

### Épisode 2:Folie à deux
- États-Unis : 2 juin 2009 sur FOX
- Belgique : 7 juillet 2013 sur RTL-TVI[1]

- États-Unis : 5,036 millions de téléspectateurs[3] (première diffusion)

- Warren Kole (Rylan Moore)
- Rob Boltin (Denny Jones)
- Nicholle Tom (Melissa Ranier)
- Michael B. Silver (Richard Ranier)
- Diane Sellers (Dahlia)

### Épisode 3:Le Livre des juges
- États-Unis : 9 juin 2009 sur FOX
- Belgique : 14 juillet 2013 sur RTL-TVI[1]

- États-Unis : 4,828 millions de téléspectateurs[4] (première diffusion)

- David Carradine (Dr Gideon Graham)
- Estella Warren (Niobe Graham)
- Lex Medlin (Thom Hygard)
- Mae Brandt (Darren Knuth)

### Épisode 4:Le Jeu intérieur
- États-Unis : 16 juin 2009 sur FOX
- Belgique : 21 juillet 2013 sur RTL-TVI[1]

- États-Unis : 4,736 millions de téléspectateurs[5] (première diffusion)

- Warren Kole (Rylan Moore)
- Billy Unger (Conor Stephens)
- Amy Stewart (Dania Stephens)
- Holt McCallany (Ian Stephens)
- Kay Panabaker (Aysnley Skoff)
- Livia Trevino (Maria)
- Gino Montesinos (Jesus)
- Candice Cole (Margaret Belle)

### Épisode 5:Un passé douloureux
- États-Unis : 23 juin 2009 sur FOX
- Belgique : 28 juillet 2013 sur RTL-TVI[1]

- États-Unis : 3,689 millions de téléspectateurs[6] (première diffusion)

- Spike Feresten (lui-même)
- Tom Parker (Liam McBride)
- John Pyper-Ferguson (Andy Foito)
- Chet Grissom (Michael Berger)
- Krista Vendy (Celeste)
- Elena Arvigo (Sofia)
- Lucki Wheating (Maggie Wulf)
- Jeff Denton (Roger)
- Simona Fusco Stratten (Whitney)

### Épisode 6:Journées pluvieuses
- États-Unis : 3 juillet 2009 sur FOX
- Belgique : 28 juillet 2013 sur RTL-TVI[1]

- États-Unis : 3,43 millions de téléspectateurs[7] (première diffusion)

- Warren Cole (Rylan Moore)
- Lori Heuring (Marcie Crane)
- Willie Garson (Leonard Steinberg)
- Maxwell Glick (Trey Hansen)
- Angela Gardner (Angela)
- John Diehl (Hank Crowley)
- Steve Stapenhorst (Juge Lattimer)
- Sung Kang (Jimmy)

### Épisode 7:Obsessionnellement votre
- États-Unis : 10 juillet 2009 sur FOX
- Belgique : 4 août 2013 sur RTL-TVI[1]

- États-Unis : 3,68 millions de téléspectateurs[8] (première diffusion)

- Warren Kole (Rylan Moore)
- Bob Boltin (Denny Jones)
- Jaime Ray Newman (Zan Avidan)
- Rob LaBelle (Craig Peters)
- Nina Siemaszko (Mimi Peters)
- Lex Medlin (Thom Hygard)

### Épisode 8:Reflet dans un miroir
- États-Unis : 17 juillet 2009 sur FOX
- Belgique : 4 août 2013 sur RTL-TVI[1]

- États-Unis : 3,7 millions de téléspectateurs[9] (première diffusion)

- Jaime Ray Newman (Zan Avidan)
- Allison Scagliotti (Heather Masters)
- Mike Dopud (Gary Masters)
- Erick Avari (Dr Timothy Paul)
- Bobby Campo (Matt)

### Épisode 9:Code
- États-Unis : 24 juillet 2009 sur FOX
- Belgique : 11 août 2013 sur RTL-TVI

- États-Unis : 3,69 millions de téléspectateurs[10] (première diffusion)

- Jaime Ray Newman (Zan Avidan)
- Holliston Coleman (Leeza Wilson)
- Steven Bauer (Diego Suarez)
- Patrick St. Esprit (Lieutenant Truitt)
- Christopher B. Duncan (Detective Paul Bagdonis)
- Barbara Eve Harris (Eileen Burditt)
- Elena Arvigo (Sofia)
- Tracey Adams (Agusta Browley)
- Maureen Muldoon (April Wilson)

### Épisode 10:Terreur au chantier
- États-Unis : 31 juillet 2009 sur FOX
- Belgique : 11 août 2013 sur RTL-TVI

- États-Unis : 2,92 millions de téléspectateurs[11] (première diffusion)

- Trevor Morgan (Billy Bauer)
- Brett Rickaby (Ethan Calloway)
- Amanda Douge (Becky Gallagher)
- Billy Mayo (Quentin Morris)
- Christopher Grove (Dr Ira Greenbaum)
- David Parker (Tom Hurst)
- Sarah Jaye (Annie Jastrow)
- K Callan (Alexis Vilcek)
- Bahni Turpin (Louisa Knox)

### Épisode 11:La Guerre en tête
- États-Unis : 7 août 2009 sur FOX
- Belgique : 18 août 2013 sur RTL-TVI

- États-Unis : 3,25 millions de téléspectateurs[12] (première diffusion)

- Warren Kole (Rylan Moore)
- Amanda Dogue (Becky Gallagher)
- Arlen Escarpeta (Lt. Clay Jefferson)
- Samantha Eggar (Margo Stroud)
- Madison Mason (James Stroud)
- Glenn Morshower (Major Arlen Rawlins)
- Tessa Thompson (Lainey Jefferson)
- Stephen Monroe Taylor (PFC Moon)
- Brando Eaton (Gabe)

### Épisode 12:Un choix improbable
- États-Unis : 14 août 2009 sur FOX
- Belgique : 18 août 2013 sur RTL-TVI

- États-Unis : 2,99 millions de téléspectateurs[13] (première diffusion)

- Amanda Douge (Becky Gallagher)
- Alex Weed (Brian Jennings)
- Samantha Eggar (Margo Stroud)
- Madison Mason (James Stroud)
- Ellen Crawford (Andrea Jennings)
- Michael Durrell (Alan Jennings)
- Brian Howe (Bob Escamilla)
- Patrick Y. Malone (Julio)
- Michelle Krusiec (Dr Aimee Lin)
- Brando Eaton (Gabe)

### Épisode 13:Le Loup-garou
- États-Unis : 21 août 2009 sur FOX
- Belgique : 18 août 2013 sur RTL-TVI

- États-Unis : 3,34 millions de téléspectateurs[13] (première diffusion)

- Joseph D. Reitman (Ellis Kahane)
- Lex Medlin (Thom Hygard)
- Laura Johnson (Georgia Riede)